# Colonia Mică (Gelu)
Colonia Mică (Gelu) (maghiară Kistelep, germană Kleinsiedel, sârbă Ketvelj, cu alfabetul chirilic: Кетфель) a fost o așezare din Banat care a fost inclusă în localitatea Gelu din județul Timiș. A fost întemeiată în 1842-1844, de germani veniți din satele Variaș, Periam și Sânpetru German. 